# Pointe Maquignaz
La pointe Maquignaz est un sommet des Alpes pennines culminant à 3 801 m d'altitude situé à l'ouest du Cervin, à la frontière entre l'Italie et la Suisse.

## Toponyme
La pointe Maquignaz est nommée en hommage au guide valtournain Jean-Joseph Maquignaz.

## Géographie
La pointe Maquignaz est située à l'est de la pointe Carrel.

## Accès
Du côté italien, l'accès au sommet s'effectue à travers le bivouac Novella (3 520 m), à partir du Breuil ou du refuge Duc des Abruzzes à l'Oriondé.